# Aleksandr Rou
Aleksandr Arturowicz Rou (ros. Александр Артурович Роу, ur. 11 lutego?/24 lutego 1906, zm. 28 grudnia 1973) – radziecki reżyser filmowy. Ludowy Artysta RFSRR (1968). Najbardziej znany z wyreżyserowania ludowych bajek rosyjskich pt. Zaklęta narzeczona, Zaczarowany świat oraz Konik Garbusek. Został pochowany na Cmentarzu Babuszkińskim w Moskwie.

## Filmografia
- 1937: Zaklęta narzeczona (По щучьему веленью)
- 1939: Zaczarowany świat (Василиса Прекрасная)
- 1941: Konik Garbusek (Конёк-Горбунок)
- 1941: Wojenny almanach filmowy nr 7 – nowela Rowno w siem (Боевой киносборник № 7  – новелла «Ровно в семь»)
- 1958: Nowe przygody Kota w butach (Новые похождения Кота в сапогах)
- 1959: Jeńcy króla mórz (Марья-искусница)
- 1960: Szklany pantofelek (Хрустальный башмачок)
- 1963: Królestwo krzywych zwierciadeł (Королевство Кривых Зеркал)
- 1964: Dziadek Mróz (Морозко)
- 1968: Ogień, woda i miedziane trąby (Огонь, вода и… медные трубы)
- 1969: Królewna z długim warkoczem (Варвара-краса, длинная коса)
- 1975: Finist – dzielny sokół (Финист – Ясный Сокол)
- 1972: Złotorogi jeleń (Золотые рога)

## Nagrody i odznaczenia
- Zasłużony Działacz Sztuk RFSRR (1961)[3]
- Ludowy Artysta RFSRR (1968)[3]
- Order Rewolucji Październikowej[4]
- Order Znak Honoru[4]